# Mălăiești, Hunedoara
Mălăiești este un sat în comuna Sălașu de Sus din județul Hunedoara, Transilvania, România.

## Cetatea medievală
La sfârșitul secolului al XIV-lea a fost ridicat, de către cnejii din Sălașu de Sus, donjonul ale cărui ruine pot fi văzute și astăzi. Ulterior i s-a adăugat o incintă inelară, completată cu patru turnuri.

## Lăcașuri de cult

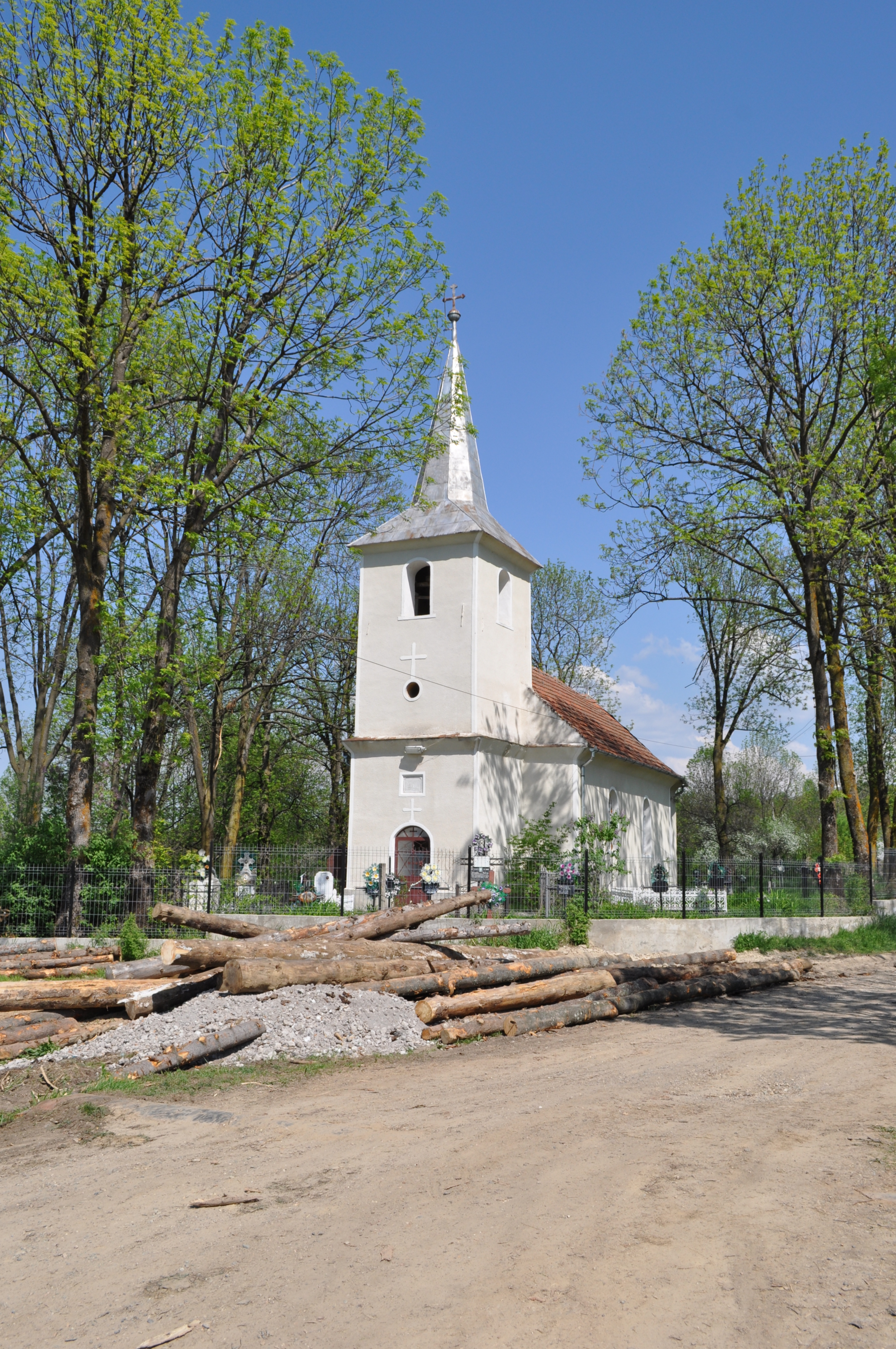
Biserica „Înjumătățirea Praznicului” din Mălăiești

Cu materialul recuperat de la vechea ctitorie medievală, s-a ridicat, pe cheltuiala familiei  Bal, din localitate, un nou edificiu, cu hramul „Înjumătățirea Praznicului”; lucrările, desfășurate între anii 1907 și 1909, au fost coordonate de preotul Ioachim Cerbicean senior. Este vorba de o construcție din piatră, cu absida pentagonală a altarului decroșată. Cu excepția fleșei zvelte a turnului-clopotniță masiv, învelită în tablă, lăcașul este acoperit în întregime cu țiglă. Accesul la interior se face printr-o singură ușă, amplasată pe latura de vest. Ultimul șantier de renovare, desfășurat în anii 2009-2010, a fost însoțit de împodobirea iconografică a interiorului de către pictorul Mihai Faur din Deva. Sfințirea edificiului s-a făcut în 1909, iar resfințirea în 1983.

## Galerie de imagini

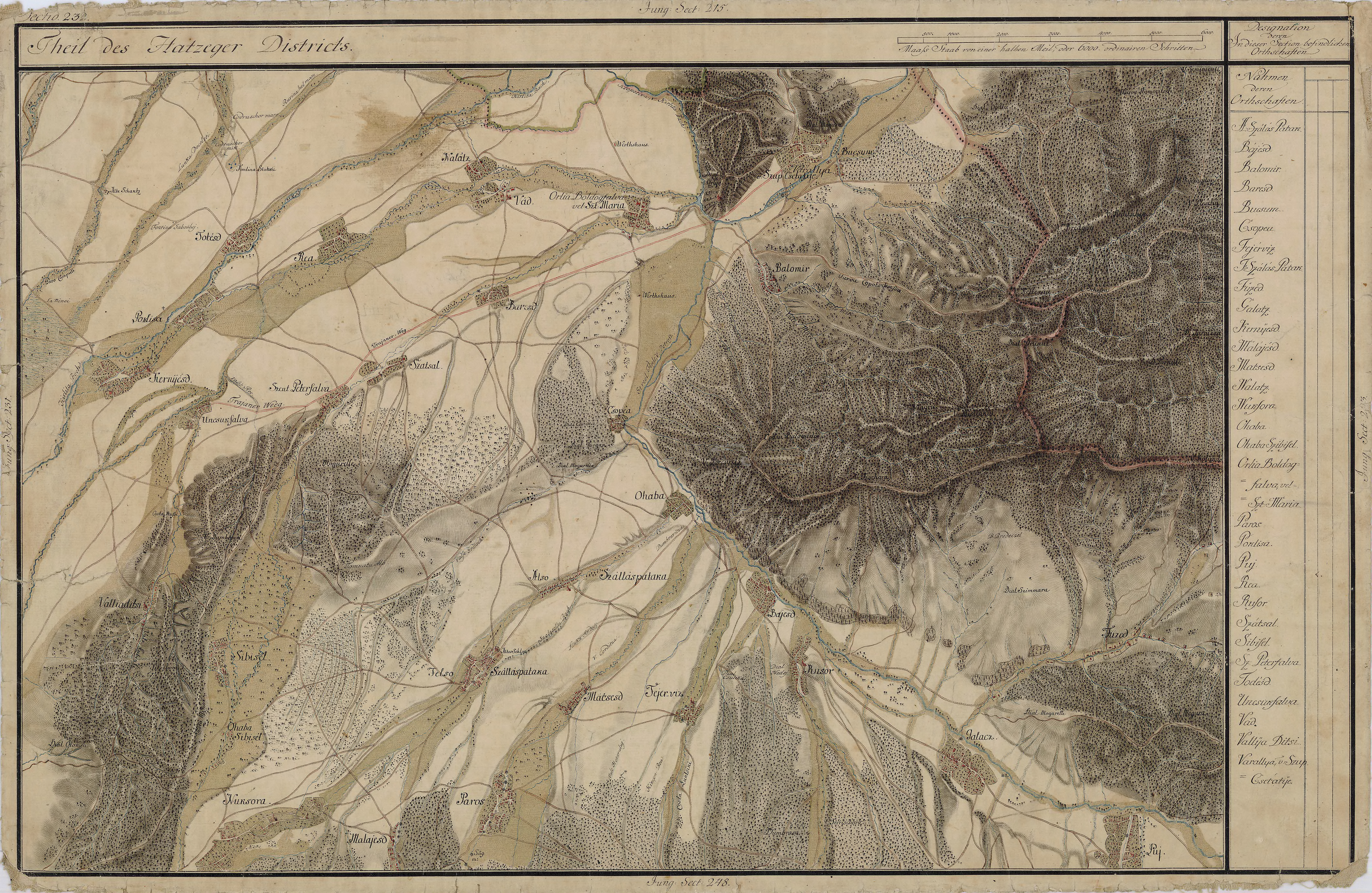
Mălăiești pe Harta Iosefină a Transilvaniei, 1769-1773
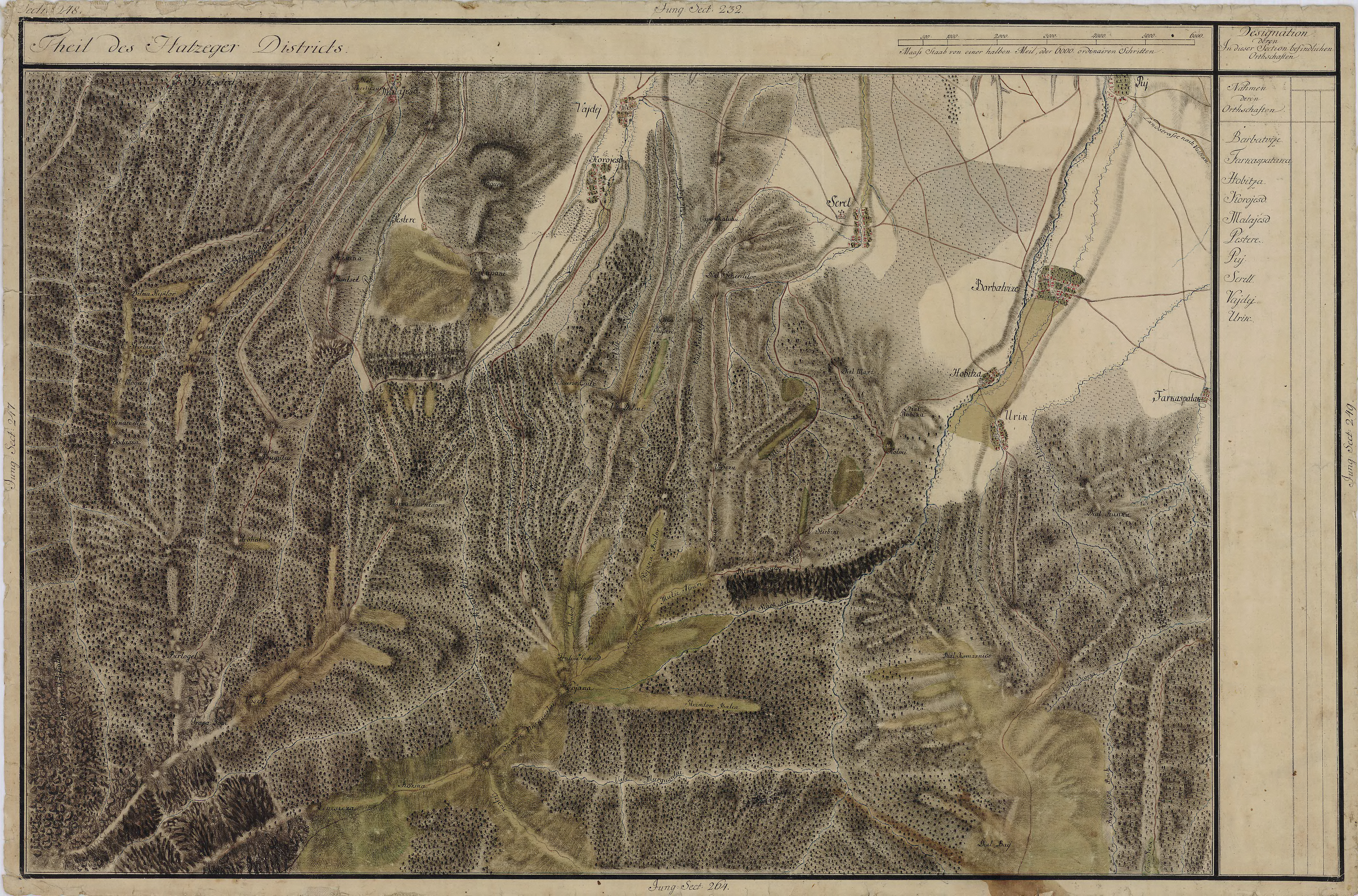
Mălăiești pe Harta Iosefină a Transilvaniei, 1769-1773